# Grand Prix de Wallonie 1944
La 8e édition du Grand Prix de Wallonie a eu lieu le 16 juillet 1944. Elle a été remportée par le Belge Joseph Somers.

## Classement final
Joseph Somers remporte la course en parcourant les 183 kilomètres en 5 h 14 à la vitesse moyenne de 34,968 km/h.
| Classement final, | Classement final,     | Classement final, | Classement final, | Classement final, |
|                   | Coureur               | Pays              | Équipe            | Temps             |
| ----------------- | --------------------- | ----------------- | ----------------- | ----------------- |
| 1er               | Joseph Somers         | Belgique          | '                 | en 5 h 14         |
| 2e                | Eugène Jacobs         | Belgique          |                   | + 26 s            |
| 3e                | Lode Poels            | Belgique          |                   | + 2 min 52 s      |
| 4e                | Roger Vandendriessche | Belgique          |                   |                   |
| 5e                | Frans Knaepkens       | Belgique          |                   |                   |
| 6e                | Adolphe Van Peer      | Belgique          |                   |                   |
| 7e                | Jérôme Dufromont      | Belgique          |                   |                   |
| 8e                | Célestin Riga         | Belgique          |                   |                   |
| 9e                | Joseph Moerenhout     | Belgique          |                   |                   |
| 10e               | Ernest Sterckx        | Belgique          |                   |                   |
| modifier          |                       |                   |                   |                   |